# Яковлівський заказник
Яковлівський заказник — ботанічний заказник місцевого значення в Україні. Розташований на території Березнегуватського району Миколаївської області, у межах Любомирівської сільської ради.
Площа — 142,7 га. Статус надано згідно з рішенням Миколаївської обласної ради від № 336 від 16.12. 1987 року задля збереження ділянок зростання рослин, що зникають.
Заказник займає частину схилу лівого берега річки Інгул, близько за 1 км на північ від села Яковлівка.
На території заповідного об'єкта зростають такі рідкісні види рослин: петрофітно-степові угруповання за участю ковил Лессінга, волосистої, української, шорсткої та Граффа, сону чорніючого, півників понтичних, шоломниці весняної, тюльпана Шренка, рястки Буше, рябчика руського.